# Алдекешов, Нурман
Нурман Алдекешов (1890, аул Талдык, Иргизский уезд, Тургайская область, Степное генерал-губернаторство, Российская империя — 1971, село Енбекту, Карабутакский район, Актюбинская область, Казахская ССР) — старший чабан колхоза «Енбекту» Карабутакского района Актюбинской области, Казахская ССР. Герой Социалистического Труда (1948).

## Биография
Родился в 1890 году в семье кочевника в ауле Талдык Иргизского уезда. С раннего возраста трудился в сельском хозяйстве. Во время коллективизации вступил в 1928 году в товарищество по совместной обработке земли «Талдык» Актюбинского округа, которое в 1932 году было преобразовано в колхоз «Енбекту» (позднее — совхоз имени Шевченко) Карабутакского района.
В 1947 году вырастил 707 ягнят от 572 курдючных овцематок. Средний вес ягнёнка к отбивке составил 40 килограммов. Указом Президиума Верховного Совета СССР от 23 июля 1948 года удостоен звания Героя Социалистического Труда за «получение высокой продуктивности животноводства в 1947 году при выполнении колхозом обязательных поставок сельскохозяйственных продуктов и плана развития животноводства» с вручением ордена Ленина и золотой медали «Серп и Молот» (№ 2358).
В последующие годы продолжал показывать высокие трудовые результаты. Был наставником молодых чабанов.
Трудился в колхозе до выхода на пенсию в 1958 году. С 1968 года — персональный пенсионер союзного значения. Проживал в селе Енбекту Каратбутакского района. Умер в 1971 году. Похоронен на мусульманском кладбище села Талдык Айтекебийского района.
Награды
- Герой Социалистического Труда
- Орден Ленина
- Медаль «За трудовое отличие» (16.11.1945)
- Медаль «За доблестный труд в Великой Отечественной войне 1941—1945 гг.» (06.06.1945)